# Tony Fall
Pour les articles homonymes, voir Fall.
Richard Anthony "Tony" Fall, né le 23 mars 1940 à Bradford et mort le 1er décembre 2007, est un pilote et copilote de rallyes britannique.

## Biographie
Il commença sa carrière sur Mini, puis passa sur BMC aux côtés de Paddy Hopkirk, Timo Mäkinen et Rauno Aaltonen, et sur Austin Leyland (en).
Après avoir raccroché ses gants de pilote, il fut employé par Opel en Angleterre (fondateur du British Dealer Team Opel) et en Allemagne ainsi que directeur du service compétition Europe de la marque, puis il restaura pour son propre compte des Opel GT de compétition en Grande-Bretagne, avant de diriger la société de sécurité Safety Devices.
Il meurt d'une attaque cardiaque inopinée en décembre 2007 dans un hôtel tanzanien, durant l'organisation du Safari Rally à laquelle il participait.

## Palmarès
- Vainqueur du Rallye de Pologne en 1966 sur Mini Cooper S (copilote Atis Krauklis);
- Vainqueur du Circuit d'Irlande en 1966 sur BMC (copilote Henry Liddon);
- Vainqueur du Rallye du Danube en 1967 sur Austin 1800[1];
- Vainqueur du 2e Rallye du Portugal en 1968 sur Lancia Fulvia HF (copilote Ron Crellin);
- (Rallye du Portugal : 1969 (avec Henry Liddon, sur Lancia Fulva - exclus postérieurement pour avoir aidé un équipage féminin en côte...)
- Vainqueur des Quatre-Vingt-Quatre Heures du Nürburgring en 1969 sur Lancia, avec Harry Källström et Sergio Barbasio;
- Vainqueur du rallye des Incas en 1969 sur Ford Escort TC (copilote Gunnar Palm) (seul vainqueur non sud-américain, depuis sa création en 1966);
  - 2e du rallye de Genève en 1966[2];
  - 3e du RAC Rally en 1969;
  - 4e du rallye Sanremo en 1967;
  - 4e du rallye Monte-Carlo en 1968;
  - 5e du RAC Rally en 1966;
  - 6e du rallye-raid Londres-Mexico en 1970;
  - 7e du rallye-raid Canada Shell 4000 en 1968 (Calgary-Halifax);
  - Participation plus récente au championnat des rallyes historiques 2003 sur Datsun 240Z (copilote Jonathan Hall-Smith).

(nb: il termina également  troisième du premier rallycross officiellement organisé le 4 février 1967 sur le Lydden Circuit (en) (Douvres), sur Mini Cooper S BMC derrière Vic Elford -Porsche 911- et Brian Melia)